# 折井孝男
折井孝男（日语：折井 孝男），日本足球運動員，日本國家女子足球隊教练（1984年）。

## 教练生涯
折井孝男经率领日本國家女子足球隊参加1984年西安招待大会。